# Pierrebraunia eddie-estevesii
Pierrebraunia eddie-estevesii ist eine Pflanzenart aus der Gattung Pierrebraunia in der Familie der Kakteengewächse (Cactaceae). Das Artepitheton eddie-estevesii ehrt den Mitentdecker Eddie Esteves Pereira.

## Beschreibung

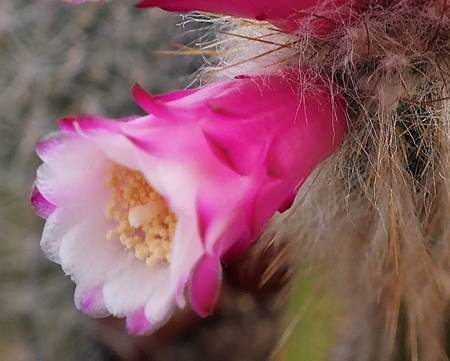
Blüte

Pierrebraunia eddie-estevesii entwickelt sich in felsigen Umgebungen. In ihrer frühen Phase wächst sie sich zylindrisch und nimmt später eine säulenförmige Gestalt an, die einzeln oder mit wenigen basalen Seitensprossen ausgeprägt ist. Die Pflanze zeigt sich in einer matten, graugrünen Farbe. Sie weist 11 bis 14 senkrecht nach unten verlaufende Rippen auf, an denen sich die Areolen ausbilden.
Die Areolen, mit einem Durchmesser von 1,5 bis 3,8 mm, neigen dazu, im Alter stark aneinander zu wachsen. Der Neutrieb und der obere Abschnitt der Triebe sind stark weißwollig. Blühfähige Areolen zeichnen sich durch flockige, bis zu 1,5 cm lange weiße Wolle aus. Die Pflanze bildet auf den Areolen 7 bis 11 Randdornen von bis zu 1,3 cm Länge aus, die strohfarben-gelblich und nadelförmig sind, sowie 1 bis 4 Mitteldornen von bis zu 2,8 cm Länge.
Die generative Phase beginnt, wenn die Wuchshöhe etwa 30 bis 40 cm erreicht und die Triebe einen Durchmesser von 4 bis 6 cm aufweisen. Die Blüten öffnen sich morgens gegen 6:30 Uhr und schließen am nächsten Vormittag. Bestäubung erfolgt durch Kolibris und Schmetterlinge. Die Blüten sind trichterförmig und leuchten in einem intensiven Rosarot bis Pink. Die äußeren Hüllblätter der Blüte sind sukkulent und pink gefärbt, während die inneren Perianthblätter weiß-rosa sind. Die Nektarkammer ist oben mehr oder weniger verschlossen, und der Griffel ist weiß und etwa 4,3 cm lang.
Die Frucht ist kugelförmig, beerenartig und kann einen Durchmesser von bis zu 3 cm erreichen. Die Fruchtpulpa ist rosarot. Die Samen sind schwarz, 1,8–2,1 mm lang und 1,2–1,4 mm breit, mit apikalen Höckern und einem Faltungsmuster auf der Testa.

## Verbreitung, Systematik und Gefährdung
Pierrebraunia eddie-estevesii  ist im Norden des brasilianischen Bundesstaates Minas Gerais beheimatet. Die Pflanzen wachsen in der Serra do Espinhaço zwischen Felsen im Vegetationstyp Campo Rupestre in Höhenlagen von 1000 bis 12000 Meter.
Die Erstbeschreibung erfolgte 2017 durch Pierre Josef Braun.

## Nachweise
- P. J. Braun: Pierrebraunia eddie-estevesii – ein bemerkenswerter Neufund aus Minas Gerais. In: Kakteen und andere Sukkulenten. Band 68, Nummer 12, 2017, S. 317–322.